# 和白
和白（韓語：화백），又稱和白會議，是朝鮮半島新羅的一種議決重大事務的貴族會議制度，議決方法是全場一致通過。
和白會議制度是新羅獨特的氏族共同社會的遺制。《隋書·新羅傳》記載「共有大事則聚群官詳議而完之」，《唐書·新羅傳》記載「事心與衆議號和 人異則罷」。百姓無法參加會議，只有百官才能參加。若有人反對，則無法獲得通過。
和白會議也成為國王與貴族之間權力阻止的一種手段。新羅貴族曾利用和白會議，以淫亂為由廢黜了真智王的王位。
參加和白會議的共有二十人，在骨品制度中必須為真骨出身，且具有「大等」這一官位。貴族也在和白會議中選出「上大等」。